# Аризонский кратер
Аризо́нский кра́тер (англ. Meteor Crater; кратер Бэрринджера англ. Barringer Crater; Метеоритный кратер у Каньона Дьявола, англ. Canyon Diablo Crater) — большой метеоритный кратер (астроблема) в штате Аризона (США), в 29 км к западу от города Уинслоу и 60 км к востоку от города Флагстафф (федеральная трасса 40, выезд 233). Представляет собой гигантскую земляную чашу диаметром около 1200 метров и глубиной 170 метров, а край кратера поднимается над равниной на 46 метров.
Благодаря хорошей сохранности этот кратер — один из самых известных на Земле. Его часто снимают в научно-документальных фильмах, в частности Discovery и BBC.

## Происхождение кратера

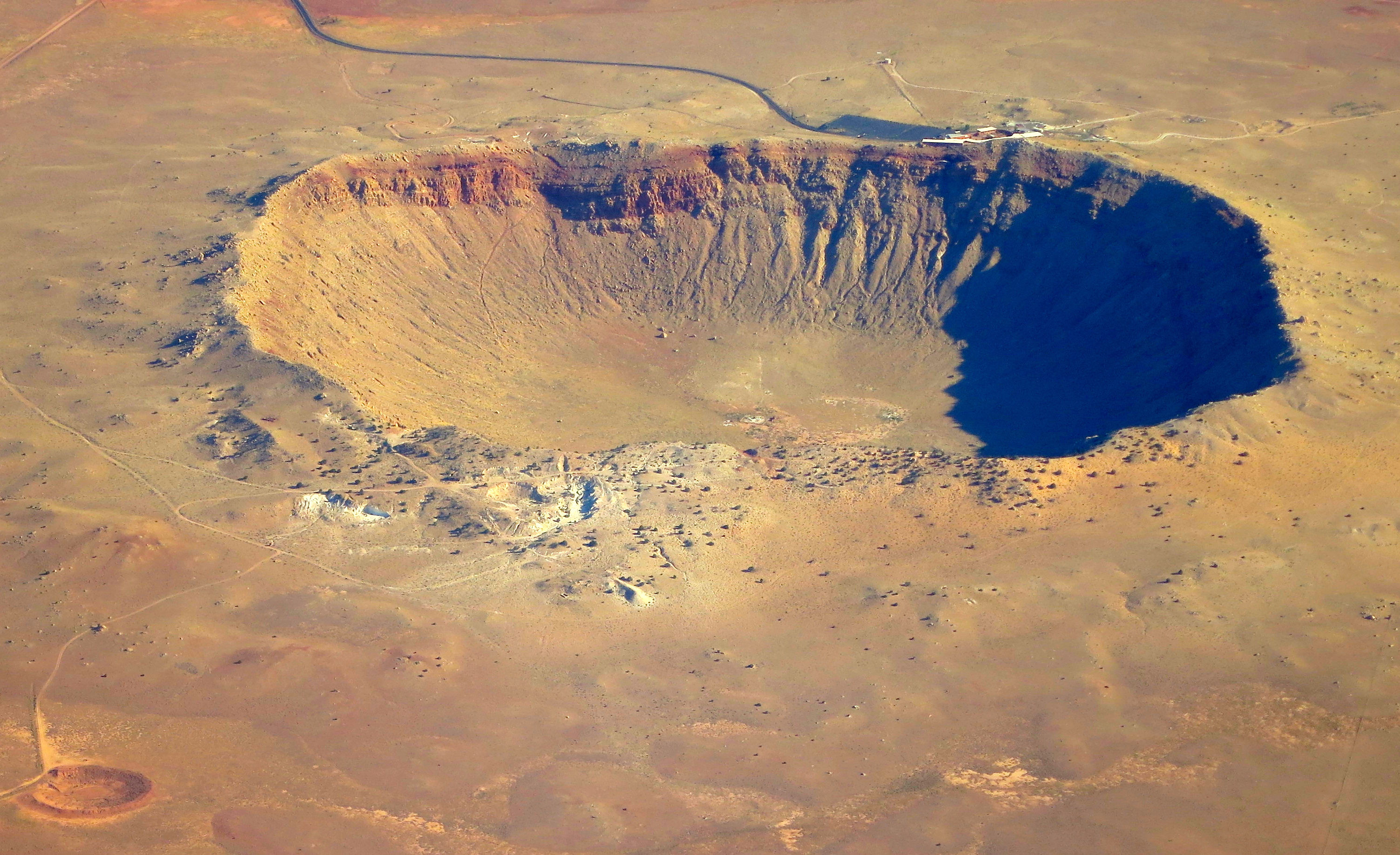
Вид на кратер с самолёта

Кратер возник около 50 тысяч лет назад после падения 50-метрового метеорита (названного Каньон-Дьябло) и летевшего со скоростью 45—60 тысяч км/ч. Взрыв от падения был сравним с 20 мегатоннами тротила.
Внутри и вокруг Аризонского кратера за всё время исследований было найдено несколько осколков метеоритного никелистого железа весом около 15 тонн.

## История открытия и исследования

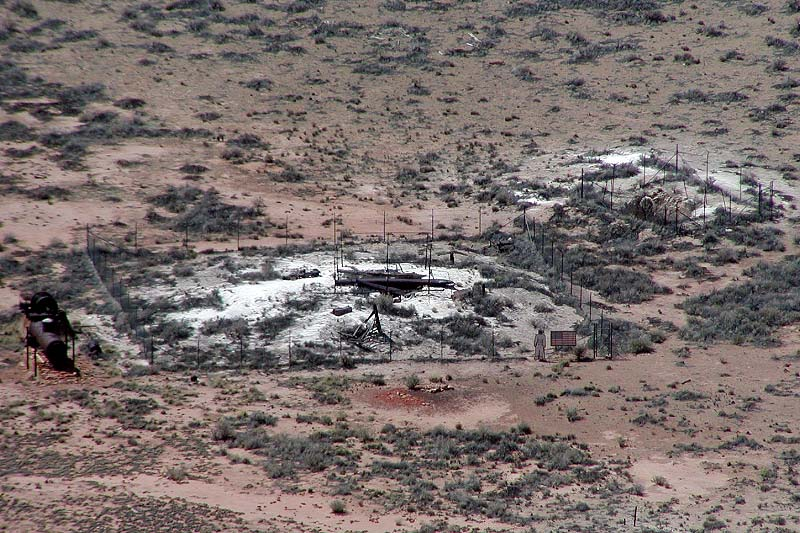
Место бурения на дне кратера

Местонахождение кратера было известно местным индейцам, которые использовали для собственных целей металлические осколки метеорита. У местных племён возникло огромное количество легенд и преданий, связанных с местом, которое они считают священным. Учёным о существовании кратера стало известно лишь с 1871 года, во время военной топографической съёмки. Кратер приняли за вулканический, по аналогии с остатками соседних вулканов.
В 1902 году горным инженером из Филадельфии Дэниелом Барринджером была высказана гипотеза о том, что эта гигантская воронка образовалась в результате удара метеорита. Он приобрёл участок земли, где расположен кратер, и быстро начал бурение его дна, поскольку был убеждён, что найдёт и сам метеорит, богатый железом, никелем и платиной. Барринджер отдал 26 лет своей жизни на поиски метеорита и на то, чтобы убедить окружающих, что его кратер имеет метеоритное происхождение.
Однако бурение оказалось бесполезным (позднее оценки учёных показали, что метеорит должен был практически полностью испариться в атмосфере при столкновении с Землёй). Однозначно доказать научной общественности природу происхождения кратера Барринджеру при жизни так и не удалось. Его заслуги были признаны лишь спустя тридцать лет, когда убедительные свидетельства метеоритного происхождения Аризонского кратера были представлены Юджином Шумейкером, одним из крупнейших в мире специалистов по кометам и метеоритам.
С появлением в 1906 году работ Дэниела Барринджера и его партнёра Бенджамина Тилмана (Benjamin Chew Tilghman) связано начало научного подхода к изучению особенностей удара метеорита о Землю.

## Тренировки астронавтов в кратере
Аризонский кратер был признан местом, в наибольшей на Земле степени напоминающим лунный рельеф, и именно там под руководством Ю. Шумейкера проходили часть подготовки все астронавты, которым предстояло отправиться в полёт на Луну.

## Туризм
Аризонский кратер является одной из достопримечательностей штата Аризона. Ежедневно его посещает множество туристов. Для привлечения туристов местные жители регулярно сообщают о многочисленных наблюдениях над этим местом свечения воздуха и зависаний НЛО, а также о таинственных геомагнитных аномалиях внутри кратера.
На краю кратера расположен музей.

## Сравнение с другими метеоритными кратерами Земли
Метеоритный кратер в штате Аризона, часто именуемый в честь своего первого исследователя кратером Бэрринджера, отнюдь не является самым крупным на Земле. В Антарктиде на Земле Уилкса под километровой толщиной льда в 1962 году обнаружен предположительный метеоритный кратер диаметром около 500 километров. В Канаде на побережье Гудзонова залива есть кратер диаметром 443 километра;
Однако в отличие от крупнейших, чей диаметр измеряется сотнями километров, Аризонский кратер единственный сохранил свой почти первозданный вид. Как сообщается в официальном буклете музея:
Хотя на Земле есть более масштабные следы ударов, метеоритное происхождение этого кратера было доказано первым, и он лучше всех сохранил свой первозданный облик.